# Microsoft Office 1.0
Microsoft Office 1.0 per Windows 2.0 è la prima versione della suite Microsoft Office studiata appositamente per Windows 2.x e progettata a 16 bit. In seguito avverranno cambiamenti che ne miglioreranno l'interfaccia utente e la compatibilità per altri sistemi operativi.
Uscita a ottobre 1989 era distribuita su floppy disk.
Office 1.0 comprendeva le seguenti applicazioni:
| Applicazione | Versione |
| ------------ | -------- |
| Word         | 1.1      |
| Excel        | 2.0      |
| PowerPoint   | 2.0      |

La versione successiva fu Microsoft Office 1.5.